# Elliot Stroud
Elliot Karl Stroud (9 marzo 2005) è un calciatore svedese, centrocampista del Mjällby.

## Carriera
Stroud è cresciuto nel settore giovanile dell'Oddevold ed ha giocato in prima squadra per quattro stagioni dal 2019 al 2022 alternandosi fra terza e quarta divisione. L'8 gennaio 2023 è stato acquistato a titolo definitivo dal Mjällby, ed il 16 aprile ha debuttato in Allsvenskan nell'incontro vinto 2-0 contro il Degerfors.

## Statistiche

### Presenze e reti nei club
Statistiche aggiornate al 3 maggio 2024.
| Stagione        | Squadra         | Campionato      | Campionato | Campionato | Coppe nazionali | Coppe nazionali | Coppe nazionali | Coppe continentali | Coppe continentali | Coppe continentali | Altre coppe | Altre coppe | Altre coppe | Totale | Totale | Totale |
| Stagione        | Squadra         | Comp            | Pres       | Reti       | Comp            | Pres            | Reti            | Comp               | Pres               | Reti               | Comp        | Pres        | Reti        | Pres   | Reti   |        |
| --------------- | --------------- | --------------- | ---------- | ---------- | --------------- | --------------- | --------------- | ------------------ | ------------------ | ------------------ | ----------- | ----------- | ----------- | ------ | ------ | ------ |
| 2019            | Oddevold        | D1              | 9          | 0          | CS              | 0               | 0               |                    | -                  | -                  |             | -           | -           | 9      | 0      |        |
| 2020            | Oddevold        | D2              | 11         | 3          | CS              | 0               | 0               |                    | -                  | -                  |             | -           | -           | 11     | 3      |        |
| 2021            | Oddevold        | D2              | 24         | 7          | CS              | 2               | 1               |                    | -                  | -                  |             | -           | -           | 26     | 8      |        |
| 2022            | Oddevold        | D1              | 28         | 6          | CS              | 0               | 0               |                    | -                  | -                  |             | -           | -           | 28     | 6      |        |
| 2023            | Mjällby         | A               | 20         | 0          | CS+CS           | 3+1             | 0               |                    | -                  | -                  |             | -           | -           | 24     | 0      |        |
| 2024            | Mjällby         | A               | 5          | 0          | CS+CS           | 3+0             | 0               |                    | -                  | -                  |             | -           | -           | 8      | 0      |        |
| Totale carriera | Totale carriera | Totale carriera | 97         | 16         |                 | 9               | 1               |                    | -                  | -                  |             | -           | -           | 106    | 17     |        |